# Cel·lobiosa
La cel·lobiosa de fórmula química {\displaystyle {\ce {C12H22O11}}},
és un sucre disacàrid format per dues glucoses unides pels grups funcionals hidroxil del carboni 1 en posició beta d'una glucosa i del carboni 4 de l'altra glucosa. Per això aquest compost també s'anomena glucopiranosil(1-4) beta glucopiranosa. En produir-se aquesta es desprèn una molècula d'aigua i ambdues glucoses queden unides mitjançant un oxigen monocarbonílic que actua com a pont.
La cel·lobiosa es pot obtenir per la hidròlisi enzimàtica o àcida de la cel·lulosa i dels materials rics en cel·lulosa com el cotó, jute, o el paper.
El tractament de la cel·lulosa amb anhídrid acètic i àcid sulfúric, dona octoacetat de cel·lobiosa soluble en solvents orgànics no polars.